# Jean-Noël Labat
|  | Dieser Artikel wurde aufgrund von formalen oder inhaltlichen Mängeln in der Qualitätssicherung Biologie zur Verbesserung eingetragen. Dies geschieht, um die Qualität der Biologie-Artikel auf ein akzeptables Niveau zu bringen. Bitte hilf mit, diesen Artikel zu verbessern! Artikel, die nicht signifikant verbessert werden, können gegebenenfalls gelöscht werden. Lies dazu auch die näheren Informationen in den Mindestanforderungen an Biologie-Artikel. |

Jean-Noël Labat (* 23. Dezember 1959 in Herré (Landes); † 9. Januar 2011 in Poissy) war ein französischer Botaniker. Sein offizielles botanisches Autorenkürzel lautet „Labat“.
Labat arbeitete zu den Floren von Mexiko und Madagaskar. Er lehrte am Muséum national d’histoire naturelle in Paris.

## Nach Labat benannte Taxa
Die Arten  Asteropeia labatii G.E.Schatz, Lowry & A.-E.Wolf (Asteropeiaceae),  Hilsenbergia labatii J.S.Mill. (Boraginaceae),  Euphorbia labatii Rauh & Bard.-Vauc. (Euphorbiaceae),  Bulbophyllum labatii Bosser (Orchidaceae),  Coffea labatii A.P.Davis & Rakotonas. (Rubiaceae) und  Cyphostemma labatii Desc. (Vitaceae) wurden nach Jean-Noël Labat benannt.